# 原田芳雄
原田芳雄（日语：／ Harada Yoshio，1940年2月29日—2011年7月19日），日本男演員。出生於東京府東京市足立區。兒子是結他手原田喧太，女兒是演員原田麻由。
畢業於本所工業高校經營的俳優座養成所。1967年出演富士電視台劇集《天下的青年》出道；1968年首次出演電影《聽見復仇之聲》。其後在數部日活電影中逐漸建立起狂野青年的形象。1971年離開俳優座。以其精湛的演技、壓倒的存在感受到日本許多電影導演的青睞，特別受到許多年輕導演的信賴。一生出演了超過100部電影，其中以黑木和雄導演的「反戰三部曲」著名，得到很高的評價。原田的表演動作表情以及台詞深刻影響了松田優作，曾經有一個時期，松田極力研究和模仿原田的一舉手一投足。
代表作有《龍馬暗殺》、《追捕》、《流浪者之歌》、《等待出擊》、《浪人街》《戴綠帽子的宗介》、《鬼火》、《第七聚會》、《大鹿村騷動記》等。獲得眾多電影獎項的肯定，2003年更被授予紫綬褒章。
2008年發現患上早期大腸癌，入院進行手術後繼續抗癌治療。2011年病情嚴重惡化，但依然堅持演出自己企劃的電影《大鹿村騷動記》。2011年7月11日，即病逝前一星期，原田堅持由女兒推著輪椅出席《大鹿村騷動記》的電影發佈會，當時他已虛弱至難以說話，令在場人士為之落淚；7月19日，原田因癌症引發肺炎病逝，享年71歲。7月22日舉行出殯儀式，由原田的高足佐藤浩市、江口洋介等抬棺。由於原田對電影事業的巨大貢獻，日本政府決定追授旭日小綬章。而原田在其遺作《大鹿村騷動記》的演出，替他在次年舉行的第35屆日本電影金像獎贏取其最後一枚最佳男主角大獎，這也是日本電影金像獎史上第一次頒授最佳男主角一獎予過世演員。